# Bethel (Missouri)
Bethel ist ein Dorf in Shelby County, Missouri. Gemäß der Volkszählung von 2020, lebten 135 Personen in der Siedlung.

## Geschichte
William Keil (1811–1877) gründete die Siedlung im Jahr 1844. Keil war ein preußischer Prediger. Er wollte damals eine Kolonie gründen, welche auf religiösen Prinzipien fußen sollte. Mit einer kleinen Gruppe von Personen, welche fast alle aus Deutschland stammten, wanderte er damals nach Amerika aus. Gemäß der Gruppe verlangte die Apostelgeschichte, Christen sollten alles Eigentum und die Produktionsmittel gemeinsam besitzen. Die Auswanderer richteten ihre Kolonie danach aus. Arbeit, welche traditionell von Männern erledigt wurde, wurde gemeinschaftlich verrichtet. Solche, welche traditionell in Frauenhand war, wurde allerdings noch immer individuell in der Familie, bzw. dem Haushalt verrichtet.
Im Jahr 1850 lebten 500 Personen in der Kolonie, im Jahr 1860 waren es 600. Der Kolonie gehörten tausende Schafe, Vieh und Pferde. Mehr als 3.500 acre Land wurden bewirtschaftet. Bethel war das wirtschaftliche Zentrum der Region. Der Bau einer Eisenbahn, der Hannibal & St. Joseph Railroad, stellte den theokratischen Machtanspruch von Keil in Frage. Im Jahr 1855 zog er mit einigen Anhängern über den Oregon Trail weiter nach Westen. Er ließ sich in Aurora, Oregon nieder und gründete dort die Aurora Colony. Weitere Treks mit Planwagen folgten ihm in späteren Jahren. Bethel behielt einige seiner Ideen, den gemeinsamen Besitz und das geteilte Eigentum über die Produktionsmittel bis drei Jahre nach seinem Tod im Jahr 1877 bei. Im Jahr 1880 wurde der Besitz unter den verbliebenen Gemeindemitgliedern aufgeteilt, und das gemeinsamen Wohnprojekt fand ein Ende.
Der Bethel Historic District wurde 1970 in das National Register of Historic Places eingetragen. Mindestens zwanzig historische Bauten, welche von der Berthel Colony errichtet wurden, stehen noch. Diese können besichtigt werden.
Die nahegelegenen Siedlungen Elim und Hebron stehen ebenfalls im Register.

## Lage
Bethel liegt bei 39°52'38" Nördlicher Breite, und 92°1'28" Westlicher Länge.
Gemäß dem United States Census Bureau besteht die Siedlung aus einer Fläche von 0.36 km².

## Bevölkerungsentwicklung
Im Jahr 2010, lebten 122 Personen in 60 Haushalten, und 34 Familien im Dorf. Die Bevölkerungsdichte lag bei 872,4 Einwohnern pro Quadratmeile, bzw. 336,4 Einwohnern pro Quadratkilometer. Es gab 79 Häuser.
In zwanzig Haushalten lebten Kinder unter 18. 43,3 % der sechzig Haushalte bestanden aus verheirateten Paaren. In 8,3 % handelte es sich um alleinerziehende Frauen, 5 % waren alleinerziehende Männer. Bei 43,3 % der Fälle handelte es sich nicht um Familien. 41,7 % waren Personen, welche zusammen in einem Haushalt lebten, die jedoch nicht miteinander verwandt waren. In 20 % der Fälle handelte es sich um alleinlebende Senioren über 65. Die durchschnittliche Haushaltsgröße war 2,03 Personen, die durchschnittliche Familiengröße 2,74.
Der Median des Alters der Personen im Dorf lag bei 45,7 Jahren. 21,3 % der Einwohner waren unter 18, 5 % gehörten der Altersgruppe 18–24 an. 22,2 % waren zwischen 25 und 44 Jahren alt, 27 % in der Altersgruppe 45–64. 24,6 % waren Senioren ab 65. 53,3 % der Bevölkerung war männlich, 46,7 % weiblich.

## Persönlichkeiten
- Henry Theophilus Finck (1854–1926), Musikkritiker